# Bertone Slim
La Bertone Slim è una concept car realizzata dalla Bertone pensata per la mobilità urbana e presentata al Salone dell'automobile di Ginevra nel marzo 2000.

## Il contesto
Realizzato con materiali riciclabili e concezioni di tipo aeronautico, il veicolo è in grado di trasportare 2 persone e i loro bagagli e di muoversi agevolmente nel traffico, grazie alle dimensioni frontali particolarmente ridotte.

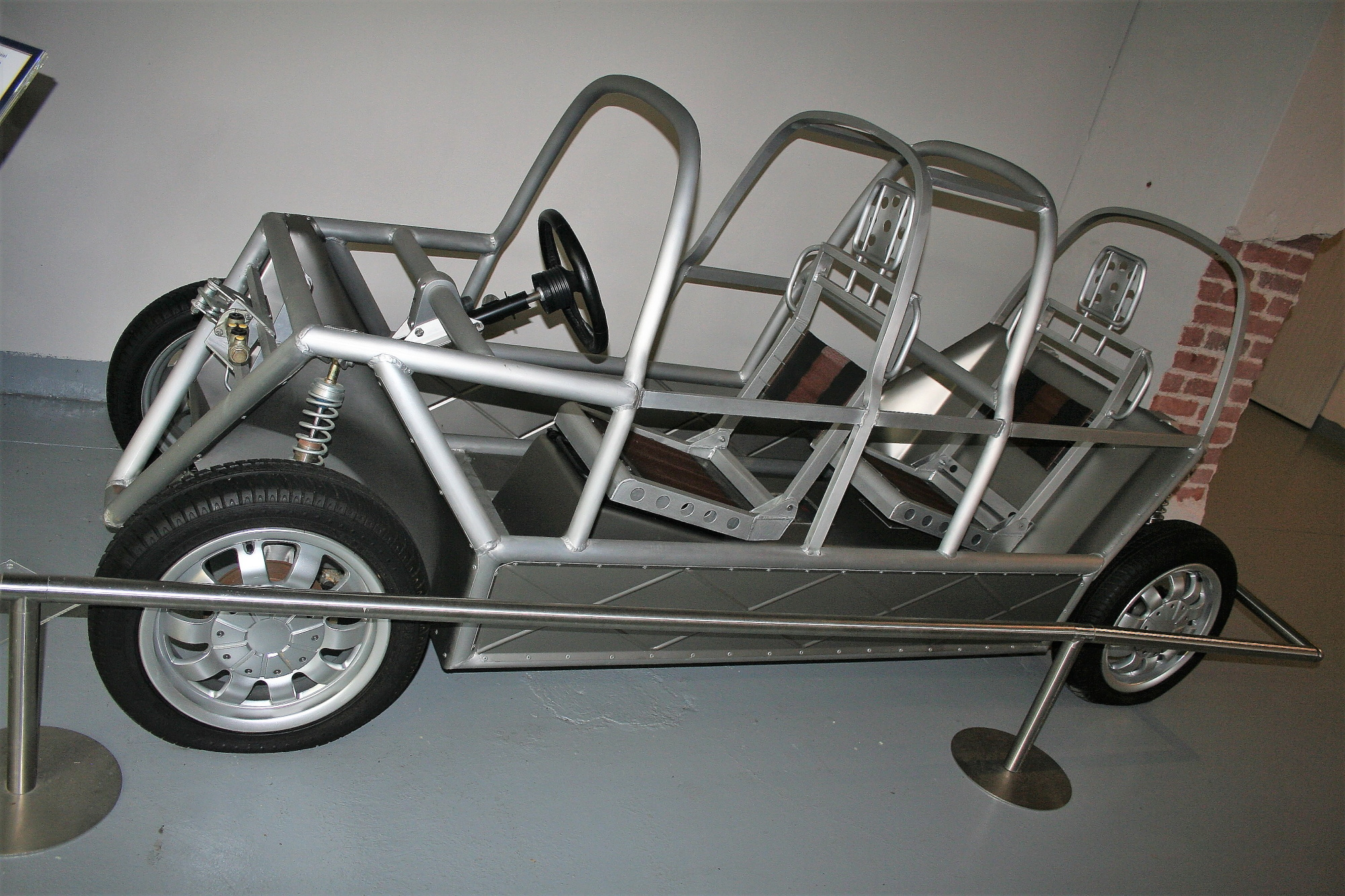
Il telaio

Lungo 3,2 metri, largo appena 1,1 e con un peso inferiore ai 400 kg, il quadriciclo è mosso da un propulsore bicilindrico a benzina di piccola cilindrata (505 cm³), prodotto in grande serie dalla Lombardini Group, che sviluppa una potenza di 15 kW e consente di raggiungere la velocità di 120 km/h.
La carrozzeria in resina, dotata di cupolini scorrevoli e piccole porte laterali, è sorretta e protetta da una struttura in alluminio. Nonostante il contenuto ingombro esterno, la Slim offre un'abitabilità notevole per i posti sistemati in fila, come in una carlinga.
Il prototipo non ha avuto seguito produttivo ed è conservato alla Collezione ASI Bertone, dove, oltre al prototipo, sono esposti un telaio nudo e una maquette in scala 1:1 della Slim.